# Daniel Bocanegra
Daniel Eduardo Bocanegra Ortíz (Purificación, 23 aprile 1987) è un calciatore colombiano, difensore dell'América de Cali.

## Palmarès

### Competizioni nazionali
- Campionato colombiano: 3

Atlético Nacional: 2013-II, 2014-I, 2015-II
- Copa Colombia: 2

Atlético Nacional: 2013, 2018
- Súper Liga: 1

Atlético Nacional: 2016

### Competizioni internazionali
- Coppa Libertadores: 1

Atlético Nacional: 2016
- Recopa Sudamericana: 1

Atlético Nacional: 2017